# Théa (artiste)
Pour les articles homonymes, voir Thea.
Théa Barromes, dite Théa, née le 25 juillet 2001, est une chanteuse, productrice de musique électronique et autrice-compositrice-interprète française.
Son style est associé à des timbres emocore, et plus généralement à l'hyperpop. Elle bénéficie d'une notoriété à partir de 2019 en publiant des chansons et des reprises sur sa chaîne YouTube. Révélée aux iNOUïS du Printemps de Bourges en 2023, Théa entame des tournées et des représentations sur scène dans de nombreux festivals et salles de concert en France, en Belgique, en Suisse et en Allemagne.

## Biographie
Théa Barromes naît en 2001. Issue d'une famille de gauche et politiquement engagée, elle vit durant son enfance en banlieue parisienne,. Sa famille l'encourage vers un parcours musical : son père l'emmène en concert où elle découvre Zebda, tandis qu'elle écoute sous l'influence de son grand frère des groupes de rock et de punk rock comme Sum 41, Good Charlotte et The Offspring,. Elle apprend à jouer de la batterie à six ans, puis s'intéresse à ses onze ans à l'utilisation de logiciels de musique. Théa étudie dans un lycée catholique pendant un an puis entre au lycée autogéré de Paris dans lequel elle découvre le militantisme politique. Elle est membre d'un groupe de musique au lycée et participe à plusieurs concerts lors de sa scolarité en chantant des reprises,.
En 2016, Théa publie ses premières chansons et reprises, notamment sur YouTube. Après le confinement dû à la pandémie de Covid-19, ses premières représentations sur scène ont une nature engagée. Ses chansons se basent sur des slogans de manifestations lors de ses premiers concerts à Montreuil au squat du Marbré, qu'elle donne au bénéfice de mouvements contre les centres de rétention administrative,. Elle participe en 2022 et 2023 aux événements du collectif Afterlife Collective, cofondé par LouiseBSX et Thx4Crying qui réunit des artistes hyperpop et queer.
Elle gagne en notoriété après la sortie de son premier album Memento au label Pont Futur en 2023. À cette occasion, elle donne un concert au Hasard Ludique, un centre culturel géré par la Ville de Paris. Théa se révèle pour la première fois sur les grandes scènes parisiennes et se produit en concert à La Boule Noire. Elle est aussi nommée à la sélection finale 2023 des iNOUïS du Printemps de Bourges,. Elle publie la même année au même label un nouvel EP intitulé Paname Œstros Poubelle qui est présenté au public lors d'un concert au FGO-Barbara en décembre 2023.
Témoignant de son succès, Théa joue en 2024 à La Boule Noire et La Maroquinerie à guichets fermés,. Elle participe à plusieurs concerts de la tournée de Shaka Ponk The Final Fucked Up Tour,, à deux concerts de la tournée de Kyo, ainsi qu'à plusieurs festivals tel que Solidays et JVAL Openair,. Cette année-là, Théa performe pour la première fois sur scène à l'international : elle se produit en Belgique et en Suisse,, puis au festival électro c/o pop à Cologne en 2025. En septembre 2024, Théa signe au sein du label Glory Box Music. Elle y publie en février 2025 son dernier EP intitulé Comète.
En 2025 et 2026, l'artiste participera à deux concerts majeurs à La Cigale et à l'Olympia,.

## Style
Le style musical de Théa est décrit comme proche de l'« ultra-pop » et plus généralement associé à l'hyperpop,. Elle compose notamment Écho en 2022 en reprenant un sample d'une œuvre de Sophie Xeon en hommage à celle-ci, figure majeure du genre décédée en 2021,,. Sa musique emploie des esthétiques musicales très variées dans l'instrumentation, inspirées de tonalités pop, punk, ou de la musique des années 2000,. Elle est décrite comme un mélange des genres, combinant la modernité de l'hyperpop avec des « sonorités intemporelles du pop-rock de 2005 ». Le Mag' de Rock en Seine décrit son style comme le  « croisement entre le retour du nu metal et la musique hyperpop de Sophie ou Charli XCX ».
Ses paroles évoquent des thématiques autour de la colère, l'altération de la réalité, les psychotropes et le mal-être. Elle aborde également des concepts liées aux identités queer et les difficultés vécues par les personnes concernées. Certaines chansons traitent de son adolescence où elle parle de Paris et de ses soirées. Le style emocore se trouve dans ses textes, décrits comme engagés et revêtant une dimension générationnelle : pour France Inter, ses chants incarnent « l’urgence d’une jeunesse qui "cavale" devant le spectre de l’urgence climatique, de la désintégration sociale ».
Au cours de son processus créatif, Théa compose et écrit la plupart de ses chansons seule à partir d'une mélodie ou de paroles qu'elle retravaille progressivement. Elle s'aide en revanche de nombreux producteurs lors de la phase de post-production et de mixage, qui confère à ses morceaux de nombreux traitements et effets sonores caractéristiques de son style musical.
Ses représentations live sont notamment inspirées de la scène du cabaret. Elle est accompagnée par ADlib à la guitare, ainsi que par Lyldrum à la batterie depuis 2024, conférant une dimension rock à ses chansons. Des auteurs mettent en avant l'ambiance électrisée et « viscérale » qui se dégage de ses concerts,.

## Discographie
Sauf indication contraire ou complémentaire, les informations mentionnées dans cette section peuvent être confirmées par la base de données MusicBrainz.

### Chansons

#### Singles
- 2016 : Cabaret Noir (reprise de Mrs Yéyé)
- 2016 : Existe-moi (reprise de Pierre Vanier)
- 2016 : L
- 2016 : Des histoires à raconter (reprise de Casseurs Flowters)
- 2016 : Je perds mes mots (reprise de Mrs Yéyé)
- 2016 : J'ai embrassé un mec
- 2016 : Je m'en vais (reprise de Christophe Miossec)
- 2017 : [HS] à l'envers
- 2017 : Crisis
- 2017 : Breaking The Chain (reprise de Sum 41)
- 2017 : Rêve d'enfant
- 2017 : Jeunesse lève-toi (reprise de Damien Saez)
- 2017 : Nan?..Si? (reprise de Stupeflip)
- 2017 : Phoenix
- 2017 : L'âme
- 2017 : La lumière (reprise de Orelsan)
- 2018 : De nos p'tits bras[35]
- 2018 : Knights of Cydonia (reprise de Muse)
- 2019 : Souffle le vent (reprise d'Odezenne)[36]
- 2019 : La tendresse (reprise de Jacques Brel)[37]
- 2020 : Skyfall (reprise d'Adele)
- 2020 : Lacunaire (acoustique)
- 2020 : Plus rien n'existe
- 2020 : Plume
- 2023 : Écho[note 1]
- 2024 : PTSMR avec Rok.wav et Dudu.wav
- 2025 : CAVALE! CAVALE! (Contrefaçon Remix) avec Contrefaçon

#### Participations
- 2020 : Solitaires avec Mrs Yéyé[38]
- 2021 : Ego avec Mrs Yéyé (reprise de Kyo)[39]
- 2021 : PUISQUE LE NIVEAU MONTE avec ilel elil[40]
- 2021 : Heal from silence avec Lou Howard et Jordan Rudess[41]
- 2023 : Quoi de neuf les voyous avec Rok.wav et Dudu.wav, inspiré du générique de la série télévisée d'animation Quoi d'neuf Scooby-Doo ?[42]
- 2023 : Montagne d'émeraudes par Thx4Crying et remixé par Théa[43]
- 2023 : Crash Crash avec Bromaz[44]